# بلانش أرموود
بلانش ماي أرموود (1890–1939)، كانت معلمة وناشطة وأول امرأة أمريكية من أصل أفريقي في ولاية فلوريدا تتخرج من كلية الحقوق المعتمدة. ومن المعروف أيضًا أن أرموود كانت أول سكرتيرة تنفيذية لرابطة تامبا الحضرية ومؤسسة لخمس مدارس للفنون الصناعية المنزلية للنساء الأمريكيات من أصل أفريقي في خمس ولايات مختلفة. وجرت تسمية مدرسة أرموود الثانوية في سيفنر بولاية فلوريدا تكريمًا لها.

## حياتها المبكرة
ولدت بلانش أرموود في 23 يناير عام 1890 في تامبا بولاية فلوريدا لوالديها ليفين أرموود جونيور ومارغريت هولومان. وكانت تنتمي إلى عائلة بارزة من الطبقة المتوسطة، وهي الأصغر من بين خمسة أطفال. كانت والدتها خياطة ماهرة وكان والدها أول شرطي أسود في تامبا في أواخر سبعينيات القرن التاسع عشر ونائب عمدة المقاطعة في عام 1895. وكان أيضًا مشرفًا على طرق المقاطعة ومشرفًا على مدرسة ماونت زيون. وامتلك والدها وشقيقها والتر صيدلية جيم، وهي الصيدلية الوحيدة للسود في تامبا. كما كان والتر أرموود أيضًا أستاذًا في جامعة بيتون-كوكمان ومشرفًا حكوميًا لمكتب الاقتصاد الزنجي الأمريكي.
وُلِد والد بلانش أرموود وجدها لأبيها ليفين أرموود الأب في ظل العبودية في جورجيا وكارولاينا الشمالية على التوالي. ثم انتقلت العائلة إلى مقاطعة هيلزبورو في عام 1866 عندما كان ليفين جونيور في الحادية عشرة من عمره. وكان عمها الأكبر جون أرموود من أوائل مالكي الأراضي الذين امتلكوا 159 فدانًا من الأراضي في مقاطعة هيلزبورو وعمل كمفاوض بين سكان سيمينول الأمريكيين الأصليين والمستوطنين البيض على طول حدود فلوريدا. أما جدها لأمها آدم هولومان فقد ولد رجلًا حرًا قضى حياته كلها في منطقة تامبا. وكان يمتلك بساتين حمضيات وكان مفوض مقاطعة هيلزبورو منذ عام 1873 حتى عام 1877.
أرسل والدا بلانش أرموود ابنتهما إلى مدرسة خاصة، وهي مدرسة سانت بيتر كلافير الكاثوليكية، وذلك لعدم تمكنهما من إكمال تعليمهما الرسمي. وتخرجت بمرتبة الشرف في عام 1902. وفي نفس العام في سن الثانية عشرة اجتازت أرموود امتحان الدولة الموحد للمعلمين. ونظرًا إلى عدم وجود مدرسة ثانوية للطلاب السود في تامبا، فقد التحقت بمدرسة سبيلمان (كلية سبيلمان لاحقًا) في أتلانتا بولاية جورجيا. وقد تفوقت في دورات اللغة الإنجليزية واللاتينية. وفي عام 1906 في سن السادسة عشرة تخرجت بامتياز مع مرتبة الشرف من جامعة سبيلمان، وحصلت على شهادة معلم.

## مسيرتها المهنية ونشاطها
عادت أرموود إلى تامبا حيث بدأت التدريس في مدارس مقاطعة هيلزبورو العامة، وبقيت هناك لمدة سبع سنوات. وفي عام 1913 علقت أرموود مسيرتها التعليمية عندما تزوجت المحامي دانييل ويبستر بيركنز وانتقلت إلى نوكسفيل بولاية تينيسي. ولكن الزواج انتهى في العام التالي، وعادت أرموود إلى تامبا. وبدأت خدمة أرموود للمجتمع في عام 1914 عندما كلفتها شركة تامبا للغاز بالتعاون مع مجلس التعليم في مقاطعة هيلزبورو وتحالف الوزراء الملونين بتنظيم مدرسة للفنون الصناعية مصممة لتدريب النساء السود في العلوم المنزلية. ومن هذا التحالف ولدت مدرسة تامبا للفنون المنزلية، التي تأسست نحو عام 1915. ودربت المدرسة النساء والفتيات السود على استخدام أجهزة الغاز المنزلية الحديثة بالإضافة إلى المهارات الأخرى التي من شأنها تمكين الطلاب من التفوق في الخدمة المنزلية. وبعد السنة الأولى من تشغيل المدرسة، حصلت أكثر من مئتي امرأة على شهادات إتمام الدراسة. وفي وقت لاحق أنشأت أرموود مدارس مماثلة في رونوك بولاية فيرجينيا؛ وروك هيل بولاية كارولاينا الجنوبية؛ وأثينا بولاية جورجيا، ونيو أورليانز بولاية لويزيانا.
بين عامي 1917 و1920 أثناء إقامتها في نيو أورليانز تزوجت بطبيب الأسنان جون سي بيتي، وحصلت أرموود على تقدير الولاية والفيدرالية لعملها في تدريب عاملات المنازل. وفي عام 1918 نشرت كتاب حفظ الطعام في المنزل، وهو كتاب طبخ نال استحسان النساء من جميع الأعراق. وكان لكتاب الطبخ الذي نُشر خلال الحرب العالمية الأولى مقدمة مؤثرة بشكل خاص، إذ جاء فيها: «كل رطل من الدقيق الأبيض يجري توفيره يساوي رصاصة في الدفاع عن أمتنا».